# Eriocaulon pseudoescape
Eriocaulon pseudoescape är en gräsväxtart som beskrevs av Prajaksood och Pranom Chantaranothai. Eriocaulon pseudoescape ingår i släktet Eriocaulon och familjen Eriocaulaceae.
Artens utbredningsområde är Thailand. Inga underarter finns listade i Catalogue of Life.